# Haydnpark

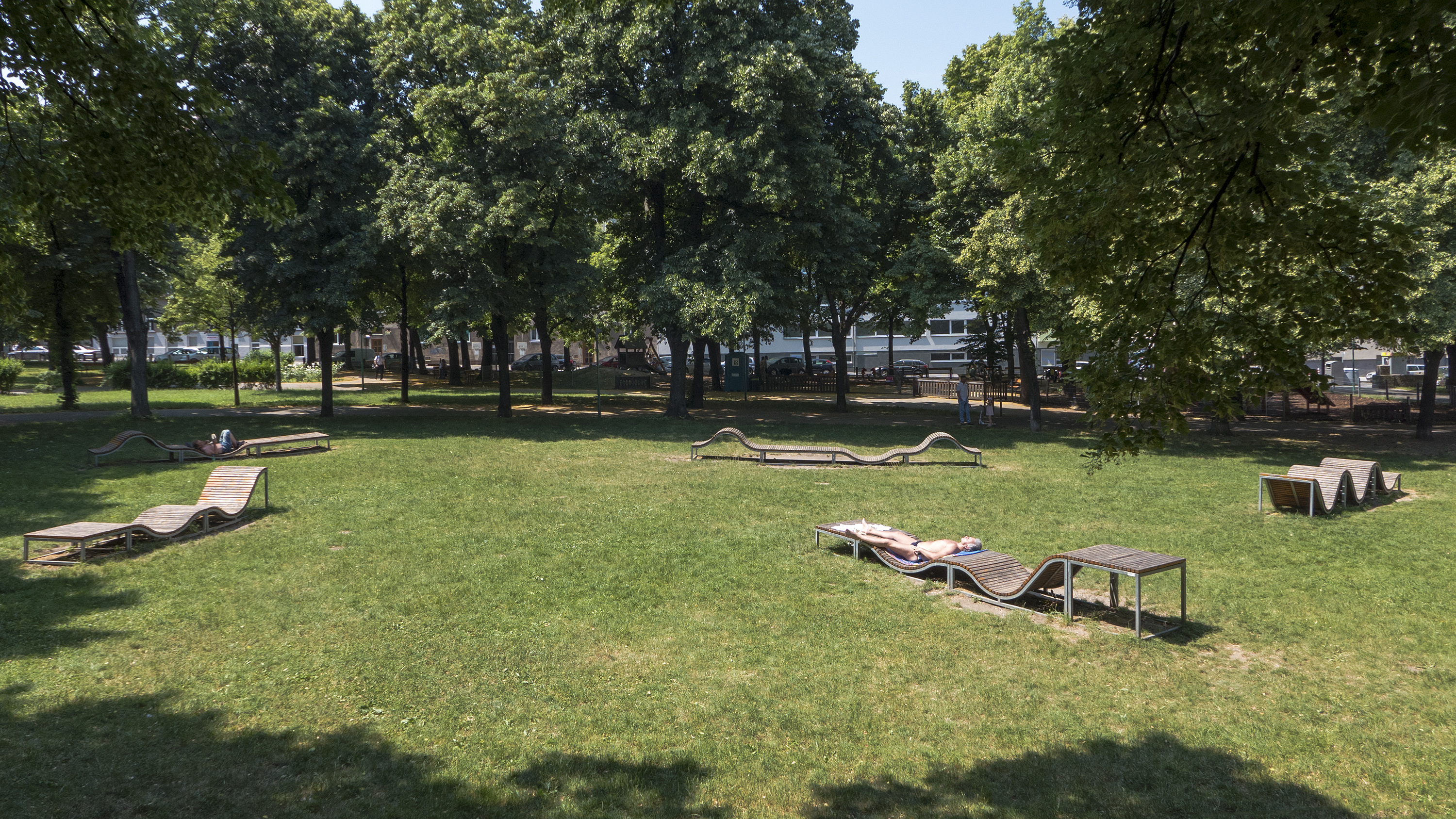
Im Haydnpark

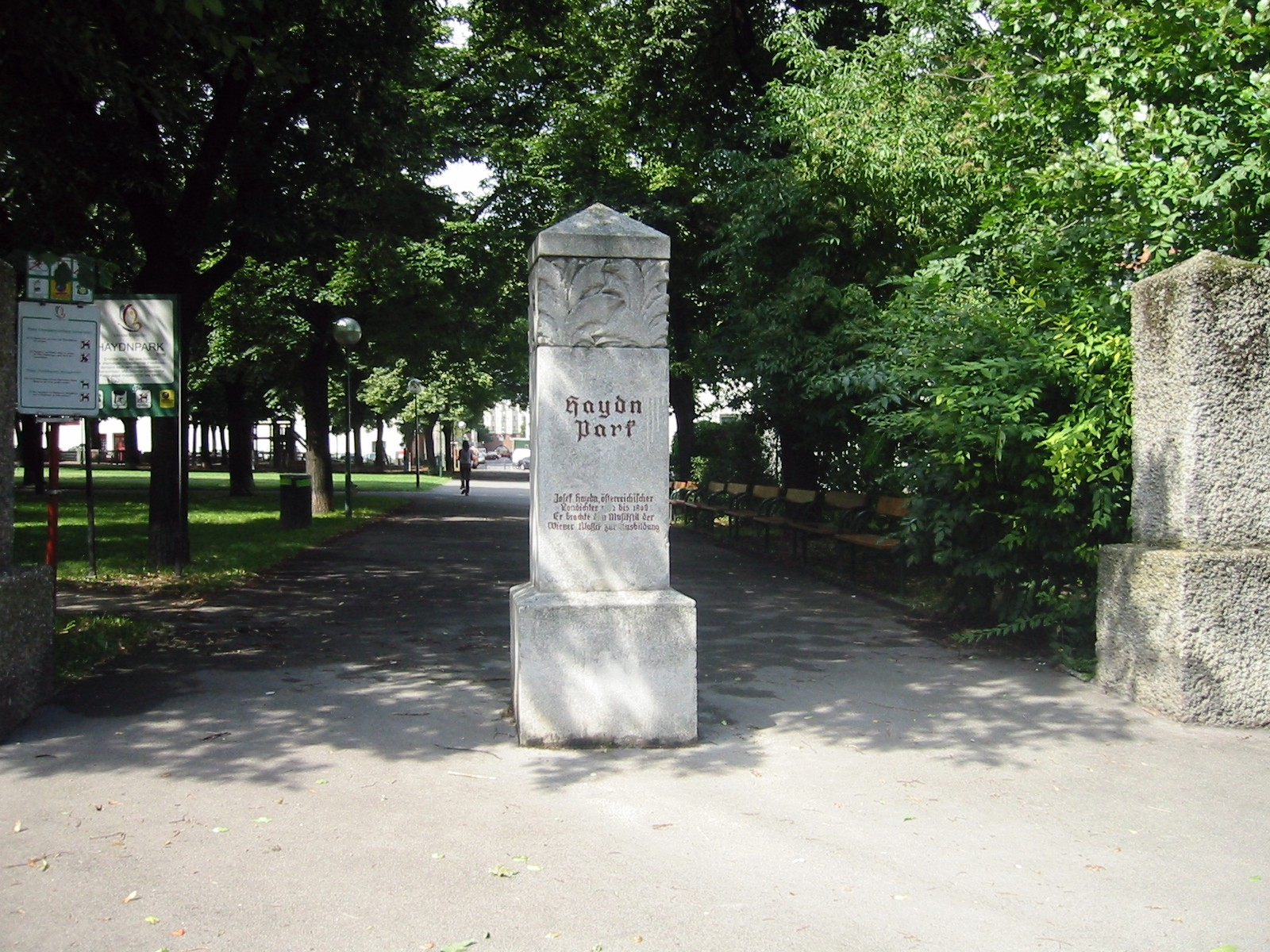
Eingang beim Gaudenzdorfer Gürtel

Der Haydnpark ist eine Parkanlage im 12. Wiener Gemeindebezirk Meidling und wurde 1926 an Stelle des aufgelassenen Hundsturmer Friedhofs angelegt. Seinen Namen erhielt er in Erinnerung an den Komponisten Joseph Haydn, der auf dem ehemaligen Friedhof beerdigt war.

## Lage
Der Haydnpark hat eine Fläche von rund 26.500 m² und liegt am Gaudenzdorfer Gürtel, an der Bezirksgrenze zu Margareten. Außer vom Gaudenzdorfer Gürtel im Osten wird der Park im Süden von der Flurschützstraße, im Westen von der Siebertgasse und im Norden von der Herthergasse begrenzt.

## Geschichte

### Hundsturmer Friedhof

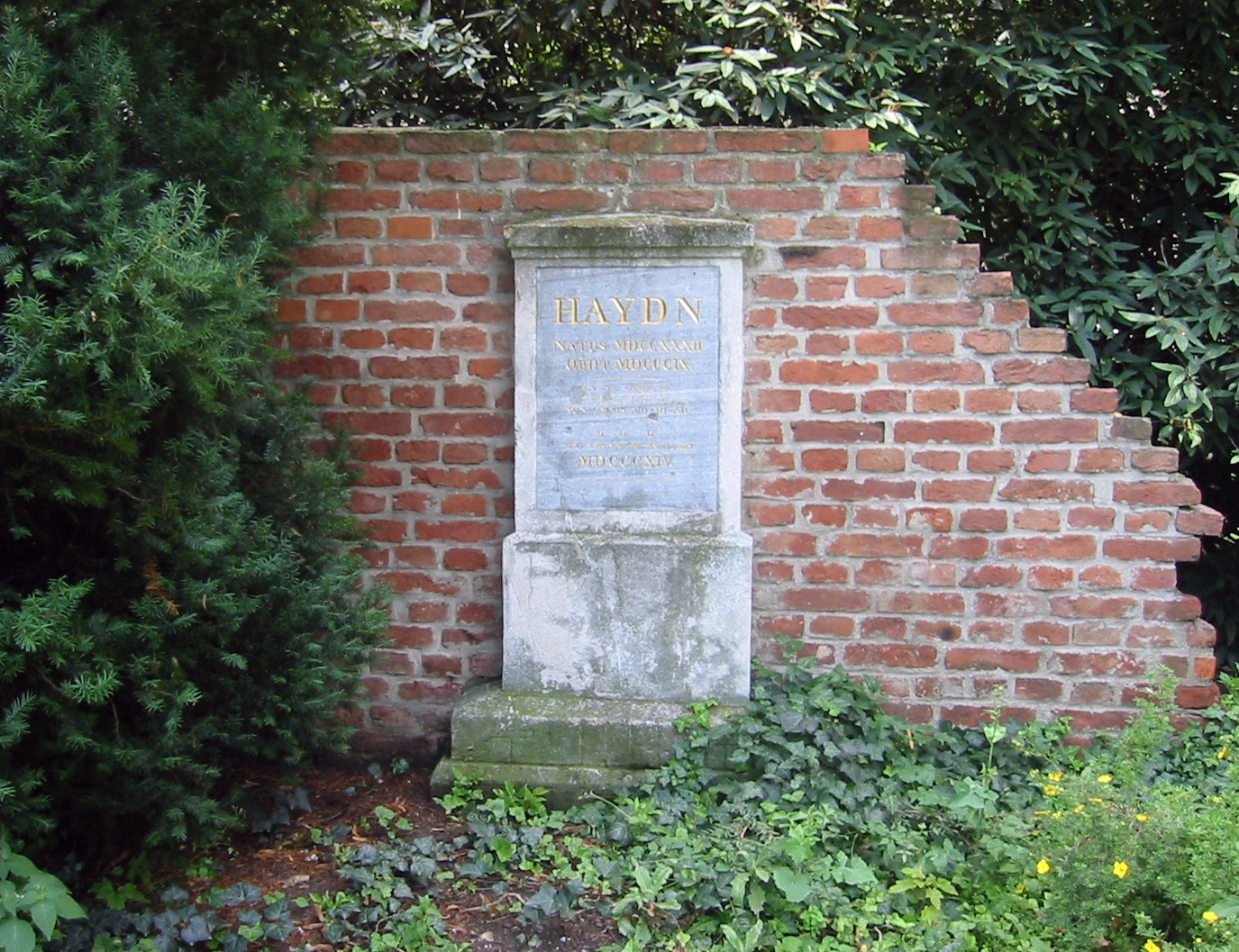
Grabdenkmal von Joseph Haydn

Aufgrund der von Kaiser Joseph II. verfügten „Josephinischen Reformen“ wurden aus hygienischen Gründen alle Friedhöfe innerhalb des Linienwalls (was dem heutigen Gürtel entspricht) geschlossen. Als Ersatz wurden die so genannten „communalen Friedhöfe“ errichtet, dies waren der Sankt Marxer Friedhof, der Währinger Friedhof, der Schmelzer Friedhof, der Matzleinsdorfer Friedhof und schließlich der Hundsturmer Friedhof (ursprünglich Hundsthurmer Friedhof). Mit rund 31.000 m² war der 1783 angelegte Friedhof vor der Hundsturmer Linie der kleinste der fünf communalen Friedhöfe Wiens. 1848 war der Friedhof mit seiner strategisch günstigen Lage direkt vor dem Linienwall einer der heftig umkämpften Schauplätze der Wiener Oktoberrevolution.
Die Epoche des Biedermeier hinterließ auch am Hundsturmer Friedhof ihre Spuren. Nebst prächtigen Empiregrabsteinen, steinernen Engeln und verhüllten Urnen spiegelten viele Grabinschriften die Eitelkeiten der damaligen Bevölkerung wider. Hier ruhten Miethauseigentümer, k. k. Luxusbäcker, Hof-Haberkastner und Heumeister und k. k. privilegierte Seidenfabrikanten.

### Bekannte, hier beerdigte Persönlichkeiten
Die wohl prominenteste auf diesem Friedhof beerdigte Persönlichkeit war der Komponist Joseph Haydn. Haydn, der am 31. Mai 1809 in seinem Gumpendorfer Haus verstarb, wurde bereits am nächsten Tag in kleinstem Kreise auf dem Hundsturmer Friedhof beigesetzt. Ein Begräbnis erster Klasse, wie er es sich gewünscht hatte, war nicht möglich, da Wien zu dieser Zeit gerade von französischen Einheiten unter Napoleon Bonaparte besetzt war. Als Haydn 1820 exhumiert und nach Eisenstadt überführt wurde, bemerkte man das Fehlen seines Schädels, dieser wurde bereits kurz nach der Beerdigung von Anhängern der Schädellehre Franz Joseph Galls aus dem Grab gestohlen.
Andere bekannte Persönlichkeiten, die auf dem Hundsturmer Friedhof bestattet wurden, waren die mittlerweile in Ehrengräber auf dem Wiener Zentralfriedhof überführten Maler Jakob Gauermann († 1843) und Josef Danhauser († 1845), sowie der Teppichfabrikant Philipp Haas († 1870) und der erste Wiener Polizeipräsident Anton Ritter von Le Monnier († 1873).

### Umwandlung in den Haydnpark

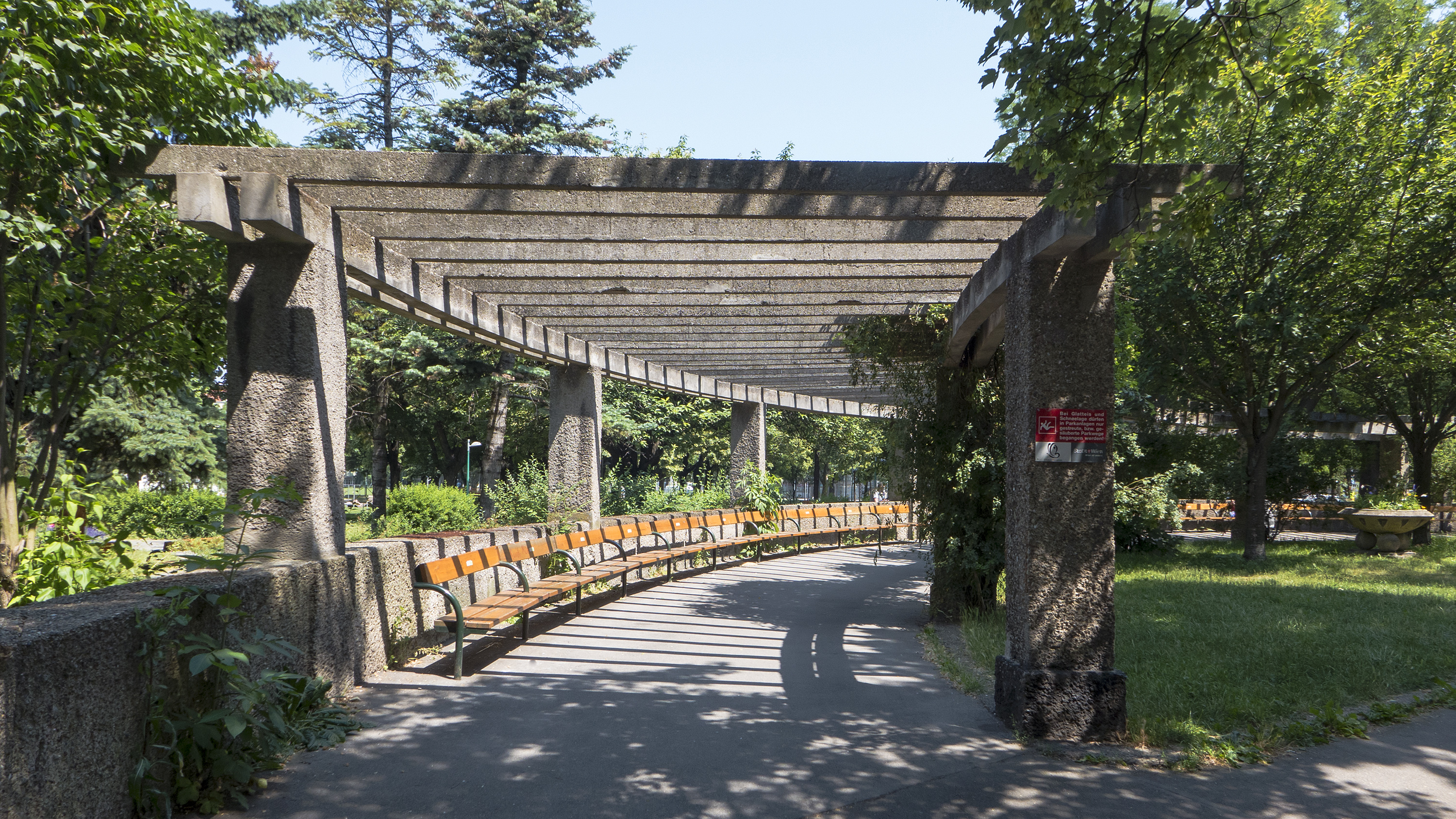
Eingangsbereich in der Flurschützstraße

Die Eröffnung des Zentralfriedhofs im Jahre 1874 war gleichzeitig das Ende der „communalen Friedhöfe“, so wurde in diesem Jahr auch der Hundsturmer Friedhof stillgelegt. In den darauf folgenden Jahrzehnten erfolgte die Schleifung des Linienwalls, der Ausbau des Gürtels und die Eingemeindung der Vororte. 1907 trat der 5. Bezirk Margareten seinen außerhalb des Gürtels gelegenen Teil (das ehemalige Neumargareten), auf dem sich auch der aufgelassene Friedhof befand, an den 12. Bezirk Meidling ab. 1926, als am Margaretengürtel auf Höhe des Friedhofs gerade der große Gemeindebau Reumannhof fertiggestellt wurde, wurde der Friedhof in eine Parkanlage mit – heute nicht mehr existentem – Kinderfreibad für die künftigen Bewohner des Reumannhofes umgewandelt. Auch eine wenige Jahre später nebenan errichtete Wohnhausanlage der Gemeinde Wien wurde nach dem Komponisten als Haydnhof benannt.
Heute erinnert der 1814 errichtete – und einzige erhalten gebliebene – Grabstein von Joseph Haydn mit der Inschrift Non omnis moriar („Ich werde nicht ganz sterben“) sowohl an den einst hier beerdigten Komponisten als auch generell an den früheren Verwendungszweck des Parks als Gottesacker.
Der öffentliche Park wird von der Magistratsabteilung 42 (Wiener Stadtgartenamt) betreut und verfügt über Eingänge an den beiden Längsseiten (Gaudenzdorfer Gürtel und Siebertgasse) und einen Eingangsbereich in der Flurschützstraße, der von einer bogenförmigen Pergola überdeckt ist. Auf seinem Areal befindet sich auch eine rund 7.500 m² große Jugendsportanlage für die Sportarten Handball, Faustball und Leichtathletik, unter der eine Tiefgarage errichtet wurde.